# Портсмът (Ню Хампшър)
Вижте пояснителната страница за други значения на Портсмът.
Портсмът (на английски: Portsmouth, звуков файл за произношението) е град в окръг Рокингам, Ню Хампшър, Съединени американски щати. Разположен е при вливането на река Пискатакуа в Атлантическия океан. Населението му е 21 796 души (по приблизителна оценка от 2017 г.).

## Известни личности
Родени в Портсмът
- Рони Джеймс Дио (1947 – 2010), рокпевец

Починали в Портсмът
- Борис Сидис (1867 – 1923), психиатър
- Дейвид Фарагът (1801 – 1870), офицер

## Побратимени градове
- Карикфъргъс, Северна Ирландия
- Солнок, Унгария